# Elaphoglossum pala
Elaphoglossum pala är en träjonväxtart som beskrevs av André och Christ. Elaphoglossum pala ingår i släktet Elaphoglossum och familjen Dryopteridaceae. Inga underarter finns listade.